# Holohalaelurus
Holohalaelurus  es un género de tiburones de la familia scyliorhinidae que comprende un total de cinco especies.

## Especies
- Holohalaelurus favus (Human, 2006)[4]
- Holohalaelurus grennian (Human, 2006)[5]
- Holohalaelurus melanostigma (Norman, 1939)
- Holohalaelurus punctatus (Gilchrist, 1914)
- Holohalaelurus regani (Gilchrist, 1922)[6][7][8][9][10][11]